# Hazard Edizioni
Hazard Edizioni ist ein italienischer Comicverlag aus Mailand.
Das Unternehmen wurde 1986 von Gianni Miriantini († 2020) gegründet. Den Schwerpunkt bilden künstlerische Werke aus Europa sowie japanische Manga. Der Verlag wurde 1999 mit dem Yellow Kid ausgezeichnet.

## Bekannte Autoren (Auswahl)
- Osamu Tezuka, Enki Bilal, Lorenzo Mattotti, Silvio Cadelo, Junji Itō, Jacques Tardi, Sampei Shirato, Paolo Cossi